# Degotall
Un degotall és el lloc per on un líquid degota o en geologia un estalactita o un altre lloc per on es filtra aigua a poc a poc en una cova o una roca. A l'Empordà es fa servir com sinònim de llàgrimes. La imatge es fa servir per allò que es dona o es rep en petites quantitats i de manera intermitent o per als efectes a llarg termini de causes fluixes: «El degotall ha acabat fent un clot a la pedra.» Hi ha sinònims com ara degotim, gotimall, salic i degotís.
| «                             | Aprofitant les actuals façanes constitucionals i parlamentàries, el règim de Putin sembla disposat a culminar una inevitable metamorfosi cap a formes d'autoritarisme neosoviètic, i un degotall de decrets restrictius semblen confirmar-ho. | » |
| — Llibert Ferri i Mateo, 2002 | |   |

## En la toponímia
- Fonts del Degotall a Alcover[7]
- El Degotall del Morro del Xai[8]
- El Cau del Degotall al Torrent dels Abadals
- La Font del Degotall al Parc Natural del Montnegre i el Corredor[9]
- Degotalls de Can Flequer a Piera
- Camí dels Degotalls a la Muntanya de Montserrat[10]

## En les arts
- Degotall de poemes (1997), recull de Joana Raspall i Juanola[11]